# Filip Zorvan
Filip Zorvan (* 7. dubna 1996 Nové Město nad Metují) je český profesionální fotbalista, který hraje na pozici ofenzivního či středního záložníka za český klub SK Sigma Olomouc a z Českou fotbalovou reprezantaci. Je také bývalým českým mládežnickým reprezentantem.

## Klubová kariéra
Svoji fotbalovou kariéru začal v mužstvu MFK Nové Město nad Metují. V osmi letech se přesunul do akademie klubu FC Hradec Králové.

### Hradec Králové
V průběhu jarní části ročníku 2013/14 se propracoval do prvního týmu. V prvním týmu debutoval ve 2. lize 20. dubna 2014 v utkání 23. kola proti FK Ústí nad Labem (výhra 3:1), když v 88. minutě vystřídal Davida Vaněčka. V druholigové sezoně 2013/14 postoupil s Hradcem Králové do nejvyšší soutěže. V roce 2014 byl na stáží v anglickém klubu Stoke City.
V ročníku 2014/15 sestoupilo mužstvo zpět do druhé ligy. Zorvan si v sezóně nepřipsal v A-týmu ani minutu.

#### Sezona 2015/16
První větší šanci v "áčku" dostal v ročníku 2015/16. V prosinci 2015 s mužstvem prodloužil kontrakt do léta 2018. Svůj první gól v sezoně a zároveň za Hradec Králové vsítil 27. března 2016 v ligovém utkání 20. kola proti 1. SC Znojmo (výhra 3:1), když ve 27. minutě v přečíslení po přihrávce Tomáše Malinského zakončoval do prázdné branky a dal úvodní gól zápasu. S mužstvem postoupil zpět do české nejvyšší soutěže, když jeho klub ve 28. kole hraném 17. 5. 2016 porazil FK Baník Sokolov 2:0 a 1. SC Znojmo, které bylo v tabulce na třetí pozici, prohrálo s FC Sellier & Bellot Vlašim. Celkem za tým nastoupil v sezoně do 19 ligových zápasů.

#### Sezona 2016/17
Dne 10. srpna 2016 se střelecky prosadil ve 2. kole českého poháru proti divizní Admiře Praha, když v 89. minutě vsítil branku na konečných 4:1. O čtyři dny později si připsal v dresu FC Hradce Králové premiérový start v nejvyšší soutěži, když v utkání proti FK Dukla Praha (prohra 0:3) v 58. minutě vystřídal Adama Vlkanovu.

#### Baník Sokolov (hostování)
V lednu 2017 zamířil kvůli větší vytíženosti na půlroční hostování do Baníku Sokolov.

#### Vítkovice (hostování)
Před začátkem ročníku 2019/2020 zamířil na hostování do konce kalendářního roku do MFK Vítkovice. Zde si připsal 12 soutěžních startů a 2 pohárové, kde vstřelil celkem 3 góly.

#### Příbram (hostování)
Pro jarní část sezóny 2019/2020 působil na hostování v 1.FK Příbram. Odehrál zde 13 zápasů bez vstřeleného gólu a zaznamenal 2 asistence.

### Příbram
Dne 14. září 2020 přestoupil Zorvan do Příbrami natrvalo. V sezóně 2020/2021 nastoupil do celkem 29 zápasů, vstřelil 2 góly a připsal si 3 asistence. Podzimní část následující sezóny strávil ve druhé lize, kde v 10 odehraných utkáních vstřelil 2 góly. Další přidal v MOL Cupu v zápase proti Plzni. Na konci podzimní části odešel z klubu jako volný hráč.

### Karviná
Před začátkem jarní části Fortuna ligy se stal hráčem Karviné. V zimní přípravě za ní stihl odehrát 3 utkání a vstřelit 1 gól. V lize za MFK Karvinou debutoval ve Fortuna Areně proti pražské Slavii (výhra 0:1). Premiérový gól vstřelil v domácím zápase do branky SK Dynamo České Budějovice, když hlavou zvyšoval stav utkání na 2:1. Svůj druhý gól v dresu MFK Karviná přidal v zápase s FC Baníkem Ostrava ve 26. kole, když otevřel skóre utkání na 0:1. Celkově nastoupil za MFK Karviná do 17 utkání a vstřelil 3 branky.

### SK Sigma Olomouc
Po konci v Karviné přešel jako volný hráč v průběhu léta do Sigmy Olomouc.
Ligovou premiéru v dresu Olomouce si odbyl v utkání 1. kola Fortuna ligy proti Baníku Ostrava, kde asistoval u druhého gólů při výhře Sigmy 3:0. První ligový gól v dresu SK Sigmy Olomouc vstřelil v zápase 4. kola proti Slovácku. Během sezóny 2022/23 se Zorvan stal stabilním hráčem základní sestavy Václava Jílka.
Místo v sestavě neztratil ani v následující sezóně, a to i přes svou neefektivitu, v 35 soutěžních zápasech v sezóně vstřelil jedinou branku. Se Sigmou se ale dokázal probojovat až na konečnou osmou příčku pod novým trenérem Jiřím Saňákem.
Saňák ale na lavičce Olomouce skončil už v létě 2024 a novým trenérem se stal Tomáš Janotka. V úvodních dvou kolech nové sezóny zaznamenal Zorvan bilanci 1 gólu a 2 asistencí a za své výkony byl zvolen nejlepším hráčem ligy za měsíc červenec.

## Reprezentační kariéra
Filip Zorvan je bývalým mládežnickým reprezentantem České republiky. Nastupoval za výběry do 18, 19 a 20 let.

## Osobní život
Filip je příbuzný rodiny Černých. Pavel Černý je jeho strýcem, Jiří Černý a Pavel Černý ml. jsou jeho bratranci. Jeho oblíbeným klubem je španělský Real Madrid, oblíbeným fotbalistou Isco.